# Списак ледених дворана Континенталне хокејашке лиге
Континентална хокејашка лига (КХЛ) је најјаче професионално хокејашко клупско такмичење у Европи, и у њој учествују клубови из пет земаља: Русије, Белорусије, Летоније, Казахстана и Словачке. Лига је основана 2008. године а своје прво издање имала је у сезони 2008/09.
Сваки клуб који учествује у лиги мора испуњавати одређене стандарде када је у питању инфраструктура. Један од основних услова је капацитет дворане. Тако према статуту лиге (од сезоне 2011/12, члан 2) свака дворана мора имати минималан капацитет од 5.500 седећих места. Изузетак важи једино за клубове који долазе из средина са мање од 100.000 становника, и њихове дворане могу бити мањег капацитета. За сада једино клубови Витјаз из Чехова и Лев из Попрада су изузеци. Управо то је био разлог зашто ХК Лада из Тољатија није добила дозволу за учешће у КХЛ лиги од сезоне 2010/11.
Тренутно највећа дворана је Минск арена (блр. Мінск-Арэна) која се налази у престоници Белорусије, граду Минску и има капацитет од 15.086 места. Рекордна посећеност је забележена управо у овој дворани на утакмици између домаћег Динама и Локомотиве одиграној 27. јануара 2011. када је присуствовало 16.039 гледалаца. Тренутно најмањи капацитет има ледена дворана Витјаз са 3.300 места. Дворана у Минску је уједно и најновији спортски објекат у лиги, отворен 2010. године, а најстарија је дворана Сокољники арена у Москви која је отворена 1956. године.
У досадашње четири сезоне КХЛ-а утакмице су се одигравале у укупно 37 дворана, од којих се 27 налази на територији Русије, 3 у Белорусији, 2 у Летонији и по једна у Казахстану, Словачкој, Финској, Литванији и Швајцарској.

## Ледене дворане актуелних учесника лиге
| Источна конференција |       |                                   |                 |           |                    |                                          |        |
| Дивизија Харламов    |       |                                   |                 |           |                    |                                          |        |
| Екипа                | Слика | Дворана                           | У КХЛ од        | Капацитет | Отворена           | Град                                     | Реф.   |
| Автомобилист         |       | Спортска дворана Јекатеринбург    | 2009 — до данас | 5.570     | 1970. 2006. (рек.) | Свердловска област, Јекатеринбург, (РУС) | [ 4 ]  |
| Ак Барс              |       | Татнефт арена                     | 2008 — до данас | 10.000    | 2005.              | Татарстан Казањ, (РУС)                   | [ 5 ]  |
| Металург Мг          |       | Арена Металург                    | 2008 — до данас | 7.700     | 2007.              | Чељабинска област, Магнитогорск, (РУС)   | [ 6 ]  |
| Нефтехимик           |       | Ледена дворана Нефтехимик         | 2008 — до данас | 5.500     | 2005.              | Татарстан, Нижнекамск, (РУС)             | [ 7 ]  |
| Трактор              |       | Трактор арена                     | 2009 — до данас | 7.500     | 2009.              | Чељабинска област, Чељабинск, (РУС)      | [ 8 ]  |
| Трактор              |       | Спортска дворана Јуност           | 2008 — 2009.    | 3.650     | 1967.              | Чељабинска област, Чељабинск, (РУС)      | [ 9 ]  |
| Југра                |       | Арена Југра                       | 2010 — до данас | 5.500     | 2008.              | Хантија-Мансија, Ханти-Мансијск, (РУС)   | [ 10 ] |
| Дивизија Чернишов    |       |                                   |                 |           |                    |                                          |        |
| Екипа                | Слика | Дворана                           | У КХЛ од        | Капацитет | Отворена           | Град                                     | Реф.   |
| Авангард             |       | Арена Омск                        | 2008 — до данас | 10.318    | 2007.              | Омска област, Омск, (РУС)                | [ 11 ] |
| Амур                 |       | Платинум арена                    | 2008 — до данас | 7.100     | 2003.              | Хабаровска Покрајина Хабаровск, (РУС)    | [ 12 ] |
| Барис                |       | Спортска дворана «Казахстан»      | 2008 — до данас | 5.532     | 2001.              | Астана, (КАЗ)                            | [ 13 ] |
| Металург Нк          |       | Спортска дворана Металург Кузнецк | 2008 — до данас | 7.533     | 1984.              | Кемеровска област, Новокузнецк, (РУС)    | [ 14 ] |
| Салават Јулаев       |       | Уфа арена                         | 2008 — до данас | 8.400     | 2007.              | Башкортостан Уфа, (РУС)                  | [ 15 ] |
| Сибир                |       | Ледена дворана «Сибир»            | 2008 — до данас | 7.384     | 1964.              | Новосибирска област, Новосибирск, (РУС)  | [ 16 ] |

| Западна конференција |       |                                |                                 |           |                        |                                            |        |
| Дивизија Бобров      |       |                                |                                 |           |                        |                                            |        |
| Екипа                | Слика | Дворана                        | У КХЛ од                        | Капацитет | Отворена               | Град                                       | Реф.   |
| Динамо Москва        |       | Мала хала «Лужники»            | 2008 — до данас                 | 8.700     | 1956.                  | Москва, (РУС)                              | [ 17 ] |
| Динамо Москва        |       | Мегаспорт арена                | 2010 — до данас (неке утакмице) | 14.000    | 2006.                  | Москва, (РУС)                              |        |
| Динамо Рига          |       | Арена Рига                     | 2008 — до данас                 | 10.300    | 2006.                  | Рига, (ЛЕТ)                                | [ 18 ] |
| Динамо Рига          |       | Ледена дворана «Inbox.lv»      | 2008 — до данас (неке утакмице) | 1.000     | 2003.                  | Летонија Пинки, (ЛЕТ)                      | [ 19 ] |
| Лев Попрад           |       | Татравагонка арена             | 2011 — до данас                 | 4.500     | 1973.                  | Прешовски крај, Попрад, (СВК)              |        |
| СКА                  |       | Ледена дворана Санкт Петербург | 2008 — до данас                 | 12.500    | 2000.                  | Санкт Петербург, (РУС)                     | [ 20 ] |
| СКА                  |       | Спортски комплекс Јубилејни    | 2008 — до данас (неке утакмице) | 7.012     | 1967. 2009. (реконст.) | Санкт Петербург, (РУС)                     | [ 21 ] |
| Спартак              |       | Сокољники арена                | 2008 — до данас                 | 5.530     | 1956.                  | Москва, (РУС)                              | [ 22 ] |
| ЦСКА                 |       | Ледени спортски комплекс ЦСКА  | 2008 — до данас                 | 5.600     | 1991.                  | Москва, (РУС)                              | [ 23 ] |
| Дивизија Тарасов     |       |                                |                                 |           |                        |                                            |        |
| Екипа                | Слика | Дворана                        | У КХЛ од                        | Капацитет | Отворена               | Град                                       | Реф.   |
| Атлант               |       | Арена Митишчи                  | 2008 — до данас                 | 7.000     | 2005.                  | Московска област, Митишчи, (РУС)           | [ 24 ] |
| Витјаз               |       | Ледена дворана Витјаз          | 2008 — до данас                 | 3.300     | 2004. 2008. (реконст.) | Московска област, Чехов, (РУС)             | [ 25 ] |
| Динамо Минск         |       | Минск арена                    | 2010 — до данас                 | 15.086    | 2010.                  | Минск, (БЛР)                               | [ 26 ] |
| Динамо Минск         |       | Спортска дворана Минск         | 2008 — 2010.                    | 3.311     | 1966. 2004. (реконст.) | Минск, (БЛР)                               | [ 27 ] |
| Локомотива           |       | Арена 2000                     | 2008 — до данас                 | 9.070     | 2001.                  | Јарославска област, Јарослављ, (РУС)       | [ 28 ] |
| Северстал            |       | Ледена дворана Череповец       | 2008 — до данас                 | 6.064     | 2006.                  | Вологдска област, Череповец, (РУС)         | [ 29 ] |
| Торпедо              |       | Дворана синдиката              | 2008 — до данас                 | 5.600     | 1965. 2007. (реконст.) | Нижегородска област, Нижњи Новгород, (РУС) | [ 30 ] |

## Дворане ранијих учесника
| Дворане бивших учесника КХЛ-а |       |                            |                   |           |          |                                      |        |
| Екипа                         | Слика | Дворана                    | У КХЛ од          | Капацитет | Отворена | Град                                 | Реф.   |
| ХК МВД 2008/2010.             |       | Балашиха арена             | од 2008. до 2010. | 6.090     | 2007.    | Московска област, Балашиха, (РУС)    | [ 31 ] |
| Лада 2008/2010.               |       | Спортска дворана Волгар    | од 2008. до 2010. | 2.900     | 1975.    | Самарска област, Тољати, (РУС)       | [ 32 ] |
| Химик 2008/2009.              |       | Ледена дворана Подмосковље | од 2008. до 2009. | 4.500     | 1966.    | Московска област, Воскресенск, (РУС) | [ 33 ] |

## Неутрални терени
Током сваке КХЛ сезоне неколико утакмица се из разних разлога одигра на неутралним теренима.
| Неутрални терени |                    |                                   |                                       |           |          |                                  |        |
| Екипа            | Слика              | Дворана                           | У КХЛ од                              | Капацитет | Отворена | Град                             | Реф.   |
| Динамо Москва    |                    | Мегаспорт арена                   | 2008. (1 утакмица) 2010. (5 утакмица) | 14.000    | 2006.    | Москва, (РУС)                    | [ 34 ] |
| ЦСКА             | 2010. (1 утакмица) | Мегаспорт арена                   |                                       | 14.000    | 2006.    | Москва, (РУС)                    | [ 34 ] |
| Динамо Рига      |                    | Барона арена                      | 2008. (2 утак.)                       | 6.820     | 1999.    | Еспо, (ФИН)                      | [ 35 ] |
| Динамо Рига      |                    | Ледена дворана Лиепајас Металургс | 2009. (1 утак.) 2011. (1 утак.)       | 3.000     | 1998.    | Лиепаја, (ЛЕТ)                   | [ 36 ] |
| СКА              |                    | Сименс арена                      | 2009. (1 утак.)                       | 8.750     | 2004.    | Вилњус, (ЛИТ)                    | [ 37 ] |
| СКА              |                    | Вајлант арена                     | 2010. (1 утак.)                       | 7.080     | 1979.    | Давос, (ШВА)                     | [ 38 ] |
| Витјаз           |                    | Арена Витјаз                      | 2010. (3 утак.)                       | 5.500     | 200.     | Московска област, Подољск, (РУС) | [ 39 ] |
| Динамо Минск     |                    | Бобрујск арена                    | 2010. (3 утак.) 2011. (2 утак.)       | 7.191     | 2008.    | Бобрујск, (БЛР)                  | [ 40 ] |
| Барис            |                    | Ледена дворана Санкт Петербург    | 2012. (1 утак.)                       | 12.500    | 2000.    | Санкт Петербург, (РУС)           |        |